# The Bhoys from Seville

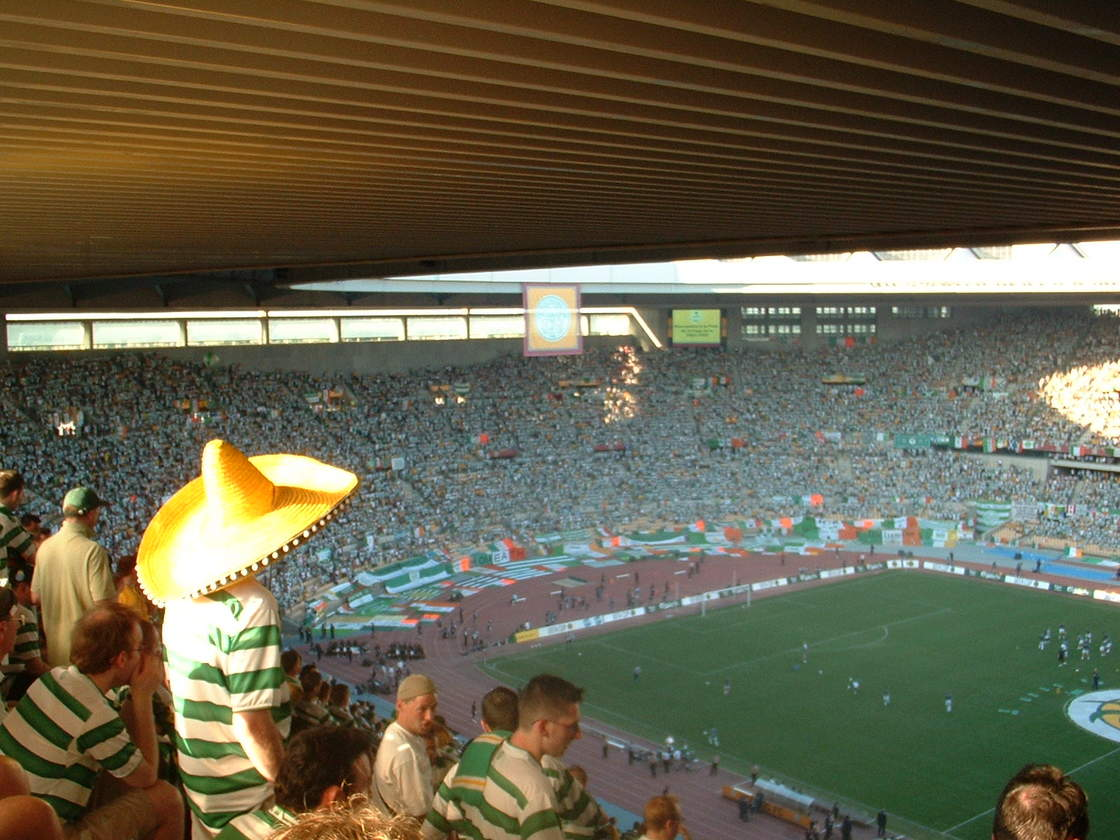
Les supporters du Celtic à Séville

The Bhoys from Seville est le surnom utilisé pour désigner le parcours du Celtic Football Club et de ses supporters lors de leur campagne en Coupe UEFA en 2002-2003, qui se termine sur une défaite en finale à Séville, en Espagne, face au FC Porto. 
L'expression « The Bhoys from Seville » est un jeu de mots qui fait référence au film The Boys from Brazil (en français : « Ces garçons qui venaient du Brésil »), au surnom des membres du Celtic FC (the Bhoys) et à la ville où s'est jouée la finale.
Plus de 60 000 supporters du club de Glasgow font le déplacement en Espagne pour soutenir leur équipe. Première équipe écossaise à atteindre une finale européenne depuis seize ans, ces Bhoys sont comparés aux Lisbon Lions, leurs prédécesseurs, vainqueurs de la Coupe des clubs champions européens en 1967.

## Rencontres
| Coupe UEFA 2002-2003 | Coupe UEFA 2002-2003                    | Coupe UEFA 2002-2003 | Coupe UEFA 2002-2003 | Coupe UEFA 2002-2003 | Coupe UEFA 2002-2003                                     | Coupe UEFA 2002-2003 |
| Date                 | Stade                                   | Adversaire           | Score                | Tour                 | Buteurs du Celtic                                        |                      |
| -------------------- | --------------------------------------- | -------------------- | -------------------- | -------------------- | -------------------------------------------------------- | -------------------- |
| 19 septembre 2002    | Celtic Park, Glasgow (Domicile)         | FK Sūduva            | 8 - 1                | 1er tour             | Larsson (3), Petrov, Sutton, Lambert, Valgaeren, Hartson |                      |
| 3 octobre 2002       | Sūduva stadium, Marijampolė (Extérieur) | FK Sūduva            | 0 - 2                | 1er tour             | Fernández, Thompson                                      |                      |
| 31 octobre 2002      | Celtic Park, Glasgow (D)                | Blackburn Rovers     | 1 - 0                | 2e tour              | Larsson                                                  |                      |
| 14 novembre 2002     | Ewood Park, Blackburn (E)               | Blackburn Rovers     | 0 - 2                | 2e tour              | Larsson, Sutton                                          |                      |
| 28 novembre 2002     | Celtic Park, Glasgow (D)                | Celta Vigo           | 1 - 0                | 3e tour              | Larsson                                                  |                      |
| 12 décembre 2002     | Estadio de Balaídos, Vigo (E)           | Celta Vigo           | 2 - 1                | 3e tour              | Hartson                                                  |                      |
| 20 février 2003      | Celtic Park, Glasgow (D)                | VfB Stuttgart        | 3 - 1                | 4e tour              | Lambert, Maloney, Petrov                                 |                      |
| 27 février 2003      | Gottlieb-Daimler-Stadion, Stuttgart (E) | VfB Stuttgart        | 3 - 2                | 4e tour              | Thompson, Sutton                                         |                      |
| 13 mars 2003         | Celtic Park, Glasgow (D)                | Liverpool FC         | 1 - 1                | 1/4 de finale        | Larsson                                                  |                      |
| 20 mars 2003         | Anfield, Liverpool (E)                  | Liverpool FC         | 0 - 2                | 1/4 de finale        | Thompson, Hartson                                        |                      |
| 10 avril 2003        | Celtic Park, Glasgow (D)                | Boavista FC          | 1 - 1                | Demi-finale          | Larsson                                                  |                      |
| 24 avril 2003        | Estádio do Bessa, Porto (E)             | Boavista FC          | 0 - 1                | Demi-finale          | Larsson                                                  |                      |
| 21 mai 2003          | Estadio Olímpico de Sevilla, Séville    | FC Porto             | 2 - 3                | Finale               | Larsson (2)                                              |                      |